# 三菱重工パーキング
三菱重工パーキング株式会社（みつびしじゅうこうパーキング、英: MITSUBISHI HEAVY INDUSTRIES PARKING CO., LTD.）は、かつて神奈川県横浜市中区に本社を置いていた三菱重工業株式会社直系の機械式駐車場メーカー。営業所は横浜市に加えて札幌市、仙台市、名古屋市、大阪市、広島市、福岡市にも置いていた。
2014年（平成26年）4月1日、三菱重工鉄構エンジニアリングの鉄構装置事業部門とともに三菱重工メカトロシステムズ（現・三菱重工機械システム）に統合された。

## 沿革
- 1986年（昭和61年） - MHIパーキング株式会社設立。
- 1992年（平成4年） - 三菱重工パーキング建設株式会社に社名変更。
- 2005年（平成17年） - 三菱重工パーキング株式会社に社名変更。
- 2013年（平成25年） - 本社を三菱重工横浜ビルから近隣の日石横浜ビルへ移転。
- 2014年（平成26年） - 三菱重工メカトロシステムズ・三菱重工鉄構エンジニアリングの鉄構装置事業部門と統合し新しい三菱重工メカトロシステムズが発足した[1][2][3]。